# Bernardon de Serres
Bernardon de Serres (* 1359 la Bastide de Serres-Los; † 15. Februar 1413 bei Villefranche-sur-Saône) war ein französischer Condottiere. Er war nacheinander Kapitän der päpstlichen Armeen, Generalkapitän von Florenz, Vizekönig von Neapel für Ludwig II. von Anjou, Gouverneur von Asti für den Herzog Ludwig von Orléans, Seigneur de Malaucène, Mollans et Noves.

## Leben
Bernardon de Serres wurde 1359 als unehelicher Sohn Bernardon de la Salles in La Bastide de Serres-Los bei Hagetmau im Bistum Aire geboren.

### 1379–1381: Im Dienst Raimond de Turennes
Ende Dezember 1379 kaufte Bernardon de la Salle, der gerade Clemens VII. für seine Lehen Oppède, Mornas und Caderousse gehuldigt hatte, seinem Waffenbruder Raimond de Turenne La Tour-Canillac und Le Mas-Blanc bei Saint-Rémy-de-Provence ab. Bei dieser Gelegenheit machte er ihn mit seinem Sohn Bernardon bekannt, der in Raimonds Dienst wechselte und ihm in seine Vizegrafschaft folgte.
In den Monaten April und Mai 1381 ließ Raimond de Turenne die Laufbahn des jungen Bernardon beginnen. Der Vicomte hatte beschlossen, die Burg Saint-Chamant zu belagern, die vom englischen Kapitän Pierre Foucaud, genannt der Henker, besetzt war. Das Konsulat von Brive beteiligte sich an dieser Operation, indem es sich bereit erklärte, die Summe von 300 Goldfranc zu zahlen.

### 1381: Gegen die Anhänger Karl von Durazzos in der Provence
Am Ende des Herbstes 1381 steuerte der neapolitanische Seneschall Baldassare Spinola die provenzalische Küste an und landete in einer Felsenbucht des Esterel. Er schlug sein Hauptquartier in Avignonnet auf.
Die Flotte von Marseille transportierte einige der Truppen der Provence und des Comtats von Foulques d’Agoult und Raimond de Turenne in den Golf von Cannes. Die Anhänger von Königin Johanna von Neapel nahmen ihr Quartier in der Burg Théoule. Diese Landung würde eine Konfrontation zwischen Karlisten und Loyalisten unvermeidlich machen. Raimond befahl Bernardon, Avignonnet niederzubrennen und die Burg Saint-Pierre zu schleifen.
Im Winter 1381 passierten der Vicomte de Turenne und seine Männer das Hinterland von Grasse, wo sich Karlisten-Truppen verstreut aufhielten. Er brannte das Tal der Siagne nieder, griff das verlassene Cabris an, dann die Karlisten, die sich in den Kastellen von Gréolières niedergelassen hatten, die in die Flucht getrieben und gezwungen wurden, sich hinter die Mauern von Mouans und Sartoux zurückzuziehen. Deren Einwohner scheinen alle auf der Seite Karl von Durazzo gestanden zu haben. Raimond befahl Bernardo, Feuer zu legen, woraufhin die Burg zwei Tage lang brannte.
In Grasse erfuhr der Vicomte, dass Foulques d’Agoult und Baldassare Spinola zu Verhandlungen bereit waren. Er nahm Bernardon mit nach Avignon.

### 1382–1385: Der Knappe Raimond de Turennes
Als einer der Knappen des Vicomte ging Bernardon mit ihm am 10. März 1382 nach Alès, wo er eine interessante Anerkennung erhielt: die Burgvogtschaft von Servières in der Vizegrafschaft Turenne.
Am 22. Juli des gleichen Jahres begleitete er Raimond de Turenne zu einer Versammlung der Generalstände der Auvergne in Clermont. Der Vicomte traf dort seinen Schwiegervater Jean de Boulogne und Béraud, Dauphin von Auvergne.
Ludwig I. von Anjou, der daran dachte, seine Autorität über den Adel und die Städte der Provence auszubauen, widerrief am 8. März 1383 die Lehensvergabe durch die Königin Johanna I. von Neapel, darunter auch die von Guillaume III. Roger de Beaufort. Am nächsten Tag versetzte Henri de Sévery, Rektor des Comtat Venaissin, das Schlimmste befürchtend, die sieben Festungen, die sich im Venaissin befanden, in Alarmbereitschaft.
Der Ausbruch einer Pestepidemie hatte Guillaume Roger de Beaufort zu einem vorzeitigen Aufbruch nach Flandern bewegt, wo er am „Reiterzug nach Bourbourg“ an der Seite des Königs Karl VI. teilnehmen wollte. Clemens VII. profitierte von der Abwesenheit Guillaumes und seines Sohnes Raimond de Turenne, hielt die Gelegenheit für günstig, Marquis de Beaufort, dem Bruder Guillaumes, seine Einkünfte aus Grillon zu entziehen (24. Oktober 1383).
Dieser Raub führte zu einem langen Privatkrieg. Nach seiner Rückkehr zögerte Raimond de Turenne nicht, seine Familie mit Waffen zu verteidigen, und Anfang 1385 lief er auf die Seite der Anhänger Karls von Durazzo über, die sich in der Union d’Aix zusammengefunden hatten (1382–1387). Seit diesem Jahr beteiligte sich Bernardon de Serres, der von Clemens VII. bezahlt wurde, an der Verteidigung der Provence und des Comtat Venaissin, die von den Karlisten, den Unterstützern Durazzos, bedroht wurden.

### 1387–1392: Sein erster Feldzug in Italien
Er beginnt im Mai [1387], als Bernardon sich seinem Vater auf der Halbinsel anschließt. Den Einwohnern Viterbos, die sich geweigert hatten, Urban VI. zu folgen, wurde Bernardon de la Salle, der in die päpstliche Armee eingetreten war, auf den Hals geschickt. Aber da der Präfekt von Rom, Francesco di Vico, die Aufstände vor der Ankunft der Gascogner-Truppen niedergeschlagen hatte, zog sich La Salle nach Bolsena zurück, während sein Sohn Bernardon mit seiner Compagnie Orvieto verließ und in Canino Zuflucht nimmt.
Man trifft ihn im April 1392 im Latium wieder. Wie sein Vater ist er nun im Dienst von Clemens VII. Unter dem Kardinallegaten Pietro Pileo di Prata dringen Bernardon und Nicola Farnese in Bolsena ein und nehmen die Burg, die von Peccia da Montalfina verteidigt wird. Sie greifen Corbara mit 170 Reitern und 150 Mann zu Fuß an, brennen die Stadt nieder, nehmen die Burg von Ripa und hissen auf dieser Festung die Fahne des Papstes in Avignon.

### 1394: Der Herr von Malaucène
Dieser Angriff wird es Clemens VII. wert gewesen sein, Bernardon de Serres am 1. September 1394 Malaucène zu Lehen zu geben. Der Papst in Avignon gab Burg und Stadt Malaucène im Bistum Vaison und dem Comtat Venaissin mit seinen Territorien, Festungen, Häuser, Gebäuden und Rechtsprechung zu Lehen für ihn und seine legitimen männlichen Nachkommen; sollte er ohne Erben bleiben, sollte das Lehen an einen Bruder seiner Wahl fallen. Jährlich war an die Apostolische Kammer zu Peter und Paul (29. Juni) ein Goldflorin zu entrichten. Es ist aber bekannt, dass die Männer Bernardons diese päpstliche Festung mindestens einen Monat lang besetzt hatten, da der Prob’homme Pierre Duesens im August verwirrt nach Avignon hinuntergegangen war, um den Rektor Pons de Langeac darüber zu informieren: er teilte ihm mit, dass die Männer von Kapitän Bernardon von der Spitze der Remparts von Malaucène aus siebzehn Mann gesehen hatten, die hinter Raymond de Turennes Banner tänzelten.

### 1394–1395: Der zweite Italienfeldzug
Im November 1394, zu Beginn der Eroberung von Savona durch Enguerrand de Coucy, schlug Bernardon im Namen von Herzog Ludwig von Orleans vor, die Stadt, die Festung und die Burgen des Patrimonium Petri unter Kontrolle zu bringen.
Im Frühjahr 1395 wollte er Verhandlung beginnen, um in Orvieto Frieden zwischen den Fraktionen der Beffati/Muffati und den Mercorini zu schließen.
Nach dem Scheitern dieses Versuchs kämpfte Bernardon für Orvieto gegen die Compagnie von Brandolino Brandolini und Ceccolo Broglia als Truppen des Papstes in Rom. Er besetzte und plünderte Toscanella, besetzte Canino, Bagnoregio und Civitella d’Agliano.
Im Juli befreite er gemeinsam mit Farnese dessen Sohn Ranuccio, der von den Einwohnern von Isola Farnese gefangen gesetzt worden war. Die Bewohner Orvietos profitierten von der Situation und töteten entgegen seinen Anweisungen einige Bürger der Stadt.

### 1396: Im Kampf gegen die Visconti
1396 stand er im Dienst von Francesco I. Gonzaga, Herr von Mantua, und kämpfte gegen die Visconti in der Lombardei. Im Oktober verließ er auf Bitte der Florentiner die Romagna und zog in die Gebiete von Arezzo und Siena, die er verwüstete.
Dann rückt er nach Montalcino vor, wo sich Verschwörer zu seinen Gunsten befanden. Er erhielt 3500 Florin von Siena, um ihre Stadt nicht zu plündern, drang in die Region Pisa ein und wies den von Jacopo d’Appiano anbotenen Betrag zurück.
Für die Verteidigung Pisas drangen die Sieneser Condottieri Guido da Correggio und Broglia auf ihn ein und zwangen ihn, sich zurückzuziehen und seine Truppen zwischen Volterra und Colle di Val d’Elsa zu zerstreuen. Mitte des Monats wechselte er in den Dienst der Florentiner, um sich den Visconti und ihren Verbündeten entgegenzustellen.

### 1397: Generalkapitän in der Toskana
Im Januar 1397 drängte Bernardon die Söldner Sienas bis nach Montieri zurück. Im folgenden Monat beendete er in Valdinievole mit 600 Reitern und 200 Fußsoldaten die Versuche Giovanni da Barbianos und Benedetto Mangiadoris, San Miniato zum Aufstand zu bringen. Er ließ sich in Pescia nieder, um seine Gegner unter Kontrolle zu halten.
Im April standen Alberico und Giovanni da Barbiano, die seiner Überwachung entkommen waren, vor den Toren vor Florenz. Nach zehn Tagen Plünderung und Vergewaltigung wurde die Visconti-Armee gezwungen, sich nach Siena zurückzuziehen, nachdem sie von den florentinischen Söldnern Paolo Orsini, Biordo und Ceccolino dei Michelotti hart angefasst worden waren.
Im Mai drang der Gascogner mit 1500 Reitern ins Gebiet Sienas ein, das er verwüstete und die Stadt selbst bedrohte. Dann kehrt er nach Colle di Val d’Elsa zurück, um an der Spitze von 30 Lanzenreitern und 100 Fußsoldaten und Armbrustschützen die Burg Selva zu erobern. Dies brachte ihm den Titel „Generalkapitän in der Toskana“ ein.

### 1397–1398: Generalkapitän von Florenz
Im Juni 1397 – Bernardon hatte die Burg Selva wieder verloren – wurde er zum „Generalkapitän von Florenz“ ernannt. Er gab den Befehl, gegen Giovanni di Barbiano zu marschieren.
Im folgenden Monat bedrohte ein Ereignis die Einheit seiner Armee ernsthaft, als Bartolomeo Boccanera seine Autorität aufgrund der erhaltenen Befehle in Frage stellte. Wahnsinnig vor Wut ließ der Gascogner den Italiener köpfen, um die Disziplin wiederherzustellen. Neue Unruhen entstanden, da Condottiere wie Orsini und Giovanni Colonna den Grundsatz nicht akzeptieren, dass der Generalkapitän das Recht auf Leben und Tod über seine Untergebenen hat.
Aber die Signoria billigte seine Entscheidung und Bernardon weigerte sich, militärische Ehren an Boccanera zurückzugeben. Mitte Juli nahm er das Handeln wieder auf und setzte von Mercatale aus seine Offensivaktion gegen Giovanni di Barbiano fort. Nach einem schweren Gemetzel zwang er ihn, schnell nach Siena zurückzukehren.
Im September nutzte er Barbianos Rückzug in die Lombardei, um die Maremma und erneut das Gebiet Sienas zu durchqueren. Auf dem Rückweg sah er sich Broglia gegenüber, der ihm nach einem großen Gefecht um einen guten Teil der Beute brachte. Ebenfalls in diesem Monat querte er mit Orsini und Giovanni Colonna an der Spitze von 2500 Reitern und 3000 Männern zu Fuß Valdarno Richtung Cascina. Er griff Campo und Cesanello an und verwüstete die Gegend neun Tage lang.
Im März 1398 drang er in das Gebiet Pisas ein, kam bis San Piero a Grado und machte reiche Beute. Auf dem Rückweg wurde er von bewaffneten Männern aus Pisa angegriffen, die die Stadt über das Tor von San Marco verlassen hatten. Er besiegte sie in etwas mehr als einer Stunde und zwang sie, sich zurückzuziehen, nachdem er hundert Soldaten gefangen genommen hatte.
Im April gab es einen neuen Einfall nach San Savino und Cascina, im Mai verfolgte er die Sieneser erneut mit 600 Lanzenreitern. Ein Waffenstillstand wurde zwischen den Parteien unterzeichnet. Unmittelbar danach ging Bernardon nach Orvieto, wo ihm Giannello Tomacelli 8000 Dukaten bezahlte, damit er keine der Fraktionen unterstützt, die in der Stadt immer noch um die Macht kämpfen.
Im Juni kehrte der Gascogner nach Florenz zurück und gab seinen Kommandostab ab. Dieser wurde für ihn erneuert und er für zehn Monate mit einer monatlichen Provision von 2300 Florin engagiert, unter der Annahme, dass der Herzog von Mailand Gian Galeazzo Visconti den Waffenstillstand bricht.

### 1398: Der Vizekönig von Neapel
Der Seneschall der Provence, Georges de Marle, war Anfang Juli 1390 mit Ludwig II. von Anjou nach Italien aufgebrochen. Am 20. Juli gingen die provenzalischen und angevinischen Truppen im Königreich Neapel an Land und betraten am 15. August im Triumphzug die Stadt. Seitdem bot der angevinische Prätendent auf die Krone Neapels Ladislaus von Durazzo, dem Sohn des verstorbenen Karl III. von Neapel, dem Mörder der Königin Johanna, die Stirn.
Im Juli 1398 durchquerte Bernardon nach einem Aufruf der Angeviner Umbrien und die Abruzzen und erreichte die Region Perugia, wo er gemeinsam mit Corrado Prospero und seinen 4000 Routiers anmusterte. Die beiden Condottieri erhielten 10.000 Florin. Aber der Vertrag hielt nur fünf Tage: die Bürger Perugias hatten plötzlich das Geld nicht, um zu zahlen und mussten sich Cannara anschließen.
Nachdem er sich mit dem Beauftragten des Grafen von Montorio befasst hatte, trat Bernardon im Königreich Neapel in den Dienst von Ludwig II. von Anjou, um die Karlistentruppen zu bekämpfen. Während seines Feldzugs besetzte er L’Aquila und viele Burgen, was dazu führte, dass er zum „Vikar der Abruzzen“ und „Vizekönig von Neapel“ ernannt wurde.

### 1399–1401: Rückkehr nach Florenz
Im August 1399 befand sich Bernardon mit 300 Lanzenreitern und 200 Fußsoldaten in Città di Castello in Umbrien. Er nahm wieder Kontakt mit den Florentinern auf, die ihm seinen Titel als Generalkapitän bestätigten, eine Truppe von 200 Lanzenreitern und 100 Fußsoldaten in Friedenszeiten stellen, sowie je 100 mehr in Kriegszeiten.
Im September wurde er in Corbara von Francesco da Montemarte empfangen. Nach einigen Tagen verließen 90 Fußsoldaten seiner Compagnie das Quartier und gingen nach Ficino. Seine Soldaten wurden von 100 Reitern Paolo Orsinis und 100 Bandouillers Montemartes zurückgeworfen und waren bereit, den Angriff auf die Stadt gegen 550 Florin aufzugeben.
Im Herbst eroberte Bernardon in Latium Valentano für den Grafen von Farnese zurück und wandte sich gegen die Visconti, wobei er einige Teilerfolge erzielte. Danach zieht er sich offenbar für etwa zwei Jahre von der Front zurück.
Im September 1401 war er in der Toskanam, wo er mit 200 Lanzenreitern und vielen Fußsoldaten in Pistoia eindrang, das sich gegen Ricciardo Cancelleri erhoben hatte. Zurück in Florenz gab Bernardon den Dominikanern von Santa Maria Novella 200 Florin für das ewige Gedenken an seinen Vater und seinen Bruder Antoine de la Salle.

### 1402: Der Bruch mit der Signoria
Im Mai 1402 wurde Bernardon an der Spitze von 240 Lanzenreitern und 200 Fußsoldaten in die Emilia geschickt, um Giovanni I. Bentivoglio, Herr von Bologna, zu helfen, der von den Truppen der Visconti bedroht wurde. Nach einem Gefecht vor San Giovanni in Persiceto schloss er sich in der Stadt ein, ließ die Vororte um die Burg niederlegen, lenkte Wasser aus dem nahe gelegenen Wildbach ab und setzt das Land in Brand.
Der Generalkapitän organisierte im Angesicht einer größeren Armee die Verteidigung von Bologna und antwortet mit den ihm zur Verfügung stehenden Mitteln. Bentivoglio versuchte, ihn zu zwingen, im offenen Land zu kämpfen. Die Gascogner weigerte sich und in Erwartung von Befehlen aus Florenz befestigte er Casalecchio di Reno.
Im Juni, nachdem die ersten Aufeinandertreffen für Bernardon günstig verlaufen waren, schlug ihm Giovanni Bentivoglio einen neuen Weg vor, den der Gascogner diesmal akzeptierte. Er brach mit Giacomo de Carrara an der Spitze von 2500 Reitern auf. Schon bei den ersten Zusammenstößen wollten sich seine Männer zurückziehen, woraufhin er mit seiner Lanze Ludovico Gabriotto Cantelli schlug, einen Anführer der Flüchtigen. Am Ende, von allen verlassen, war er völlig von seinen Gegnern umzingelt, von Barbiano, Francesco Gonzaga, Jacopo dal Verme, Facin Cane, Ottobono Terzi und Pandolfaccio Malatesta.
Als Gefangener wurde er gemeinsam mit Terzio Carrara dal Cane nach Pavia gebracht, wo von ihm ein Lösegeld von 20.000 Dukaten verlangt wurde. Sein Appell an die Florentiner blieb ohne Antwort, die Signoria klagte ihn sogar an, wegen seiner schlechten Taktik der einzig Verantwortliche für das Scheitern zu sein. Angewidert kehrte Bernardon, nachdem das Lösegeld bezahlt wurde, nach Frankreich zurück.

### 1404–1407: Im Dienst des Herzog von Orléans
Im Januar 1404 trat Bernardon in den Dienst von Louis de Valois, duc d’Orléans. Ihr Treffen fand in Pont Saint-Esprit statt. Der Gascogner verpflichtete sich, im Namen des Herzogs gegen jedermann mit Ausnahme von Papst Benedikt XIII. zu kämpfen.
Im Oktober hatte der Herzog ihn wieder in die Emilia geschickt, wo der Gascogner erneut gegen Barbiano kämpfte. Er drückte seine Gegner zwischen Castel Bolognese und Imola zusammen, konnte sie jedoch nicht daran hindern, den Fluss Reno zu überqueren.
Im August des folgenden Jahres war er zurück in Frankreich und schloss sich in Melun den Truppen des Herzogs an, um sich den Burgundern zu stellen. Zwei Jahre später befand er sich in der Provence. Er kaufte Noves von Ludwig II. von Anjou und für 400 Florin von Pierre de Mévouillon die obere Burg von Mollans, die das gesamte obere Tal der Ouvèze beherrschte.

### 1407–1409: Der Gouverneur von Asti
Im Verlauf der Jahres 1407 wurde Bernardon vom Herzog zum Gouverneur von Asti ernannt anstelle von Jean de Fontaines. Er übte sein Amt mit Sorgfalt aus. Während seiner Abwesenheit stand sein Bruder Garcias, Seigneur de Serres, als Vizegouverneur an der Spitze der Stadt.
Im Oktober schloss Bernardon seine Truppen im Piemont mit denen Jacopo dal Vermes zusammen, um den Herzog von Mailand gegen Bedrohungen von Rebellen gegen die Visconti zu verteidigen. Ein Jahr später half er Carlo Malatesta, Gouverneur der Region Mailand, den Waffenstillstand mit den Kastellanen von Porto Giovani zu schließen, die sich gegen die Politik Giovanni Maria Viscontis gewandt hatten.
Im Jahr darauf nahm er das Schicksal Mailand in die eigene Hand und verbündete sich mit Jean II. Le Maingre, genannt Boucicaut, Gouverneur von Genua, für seine Aktivitäten für den Herzog gegen Facino Cane. Aber im Mai 1409, als er von der Ermordung des Herzogs von Orleans erfuhr, ernannte Bernardon Louis de Montjoie zum Gouverneur von Asti und zog sich in seine Festung Malaucène zurück. Nach seiner Ankunft gab Guillaume de Pesserat, der Bischof von Vaison, ihm volle militärische Befugnisse in den Gebieten seines Bistums.

### 1410–1412: Der Getreue von Charles d’Orléans
Im April 1410 schloss Bernardon zu Charles de Valois, dem neuen Herzog von Orléans, in dessen Kampf gegen die Anhänger Burgunds an. Im November organisierte er mit Jean Planterose, Vicomte de Caudebec, einen Feldzug an der unteren Seine, der schnell beendet war, als der Vicomte bezichtigt wurde, ein doppeltes Spiel im Bürgerkrieg der Armagnacs und Bourguignons zu spielen.
Erst im Januar 1412 trat Bernardon wieder auf, jetzt in Orléans im Rat des Herzogs, an dem er mit Guillaume le Bouteiller et Jean de Fontaines teilnahm. Als Teilnehmer seines zukünftigen Feldzugs, wurde er am 1. Februar vom Herzog mit einem Geschenk von 200 Écu belohnt.

### 1413: Tod durch die Burgunder
Dies wurde seine letzte Militäraktion, da der Gascogner am 15. Februar 1413 in der Nähe von Villenfranche en Beaujolais starb. Er wurde von den Burgundern getötet, als er eine Abteilung des jungen Herzogs von Orléans anführte.

### Eine schwierige Nachfolge (1. Teil)
Der Tod Bernardons führte zu einer schwierigen Nachfolge. Sein Bruder Garcia, genannt Garciot, sein rechtmäßiger Erbe, bat den neuen Bischof von Vaison, Hugues de Theissiac, bald um 1500 Florin. Er erinnerte daran, dass Bernardon in der Zeit seines Vorgängers Guillaume de Pesserat dem Bistum 1039 Goldflorin vorgestreckt hatte, drei Jahre Le Crestet verteidigt hatte, ohne etwas dafür zu bekommen; schließlich bat er um 106 Florin jährlich für die Bewachung der bischöflichen Festung und die Reparaturen, die sein Bruder an den Mauern hatte vornehmen lassen, wofür er 200 Florin bezahlt hatte.
Der Prälat sprach von der Ungerechtigkeit dieser Ansprüche und wandte sich an Jean de Poitiers-Valentinois als Rektor des Comtat Venaissin. Dieser, selbst Bischof von Valence, unterstützte seinen Amtsbruder bei seiner Weigerung, die Schulden zu bezahlen, und befahl, die Burg von Le Crestet sofort an Hugues de Theissac zurückzugeben.

### Eine schwierige Nachfolge (2. Teil)
Wenn Garcias nunmehr aus den Dokumenten verschwand, war dies bei Bernardons Frau und seinen Schwiegereltern nicht der Fall: Sie beanspruchten einen Teil des Erbes.
Am 12. März 1413 fand ein Vergleich zwischen der Witwe Romana Baschio, dem Rat der Stadt Malaucène, dem Bischof von Vaison und Francois de Conzié, dem Repräsentanten des Heiligen Stuhls, statt. Romana Bascio sagte, sie sei schwanger, und stimmte zu, dass, falls sie vor Ende Oktober 1413 einen Sohn zur Welt brachte, er das Lehen seines Vaters erben würde, falls nicht, dann gäben die Baschio die Burg Malaucène zurück.
Romana bekam eine Tochter, die Catherine de Serres genannt wurde. Infolgedessen wurde die Festung Malaucene am 26. Dezember 1413 beschlagnahmt, und am nächsten Tag ratifizierte der Papst Johannes XXIII. die Urkunde vom 12. März.
Die Baschio weigerten sich jedoch, die Burg zurückzugeben, da der Heilige Stuhl das Geld nicht gezahlt hatte, was er Bernardon schuldete. Dieses Detail bedeutete François de Conzié wenig. Bereits am 4. Februar 1414 hatte der Kardinal-Camerlengo beschlossen, die Burg Malaucène zu belagern. Er ließ drei Bombarden aus Avignon, Carpentras und Die rufen, befahl, eine Mine zu graben, um den Brunnen trocken zu legen, und delegierte auf der Stelle den Rektor Jean de Poitiers-Valentinois. Die Mine und die Bombarden zermürbten die Belagerten. Dies erlaubte es Johannes XXIII., unnachgiebig zu sein. Am 5. März 1414 verkündete er die Exkommunikation gegen die Baschio und befahl, mit Gewalt gegen sie vorzugehen, gegebenenfalls mit Hilfe der Könige Frankreichs und Siziliens; darüber hinaus wurde dem Adel und der Geistlichkeit des Comtats eine Abgabe zur Deckung der Ausgaben auferlegt.
Durch die Wende beruhigt, übertrug der Papst am 30. März seinem Camerlengo die Vollmacht, die Kapitulation zu verhandeln. Das Schloss wurde an die Kirche zurückgegeben und Malaucène erhielt zehn Jahre lang seine jährliche Quote an Weizen und Hafer.
Die Exkommunikation wurde aufgehoben und Romana de Serres bereits im Dezember 1414 von ihrem Bruder Bertoldo mit einem Herrn des neapolitanischen Hofes von Ludwig II. von Anjou verlobt. Als sie erneut Witwe geworden war, heiratete sie Guillaume de Forcalquier, Seigneur de Viens et de Grambois. Bei dessen Tod schloss sie ihre vierte Ehe mit einem Herrn aus Montferrat.

### Weblink
- Le village de Malaucène